# Calamotropha snelleni
Calamotropha snelleni là một loài bướm đêm trong họ Crambidae.